# János Surányi
Dans le nom hongrois Surányi János, le nom de famille précède le prénom, mais cet article utilise l’ordre habituel en français János Surányi, où le prénom précède le nom.
János Surányi (né le 29 mai 1918 à Budapest et mort le 8 décembre 2006 à Budapest) est un mathématicien hongrois.

## Formation et carrière
János Surányi étudie à l'université de Szeged de 1937 à 1941. Pendant la Seconde Guerre mondiale, il est enrôlé dans le service du travail obligatoire de 1942 à 1945. Il reprend ses études à Szeged de 1945 à 1948, puis travaille pour le ministère hongrois de l'éducation et l'Institut hongrois de pédagogie de 1948 à 1951. En 1953, il soutient son doctorat en mathématiques. De 1951 à 1988, Surányi est professeur à l'université Loránd-Eötvös de Budapest. Durant l'année universitaire 1970-1971, il est professeur invité à l'Université de Sherbrooke au Québec.
De 1976 à 1980, Surányi est président de la Société mathématique de Hongrie (Bolyai János Matematikai Társulat). En outre, il préside pendant plusieurs décennies le comité d'organisation du concours József-Kürschák pour les lycéens.
En mathématiques, le travail scientifique de Surányi porte sur différents domaines : théorie des nombres, combinatoire, théorie de l'approximation et logique mathématique. Dans ce dernier domaine, il travaille notamment sur le problème de la décision.

## Honneurs
János Surányi reçoit le prix Manó-Beke en 1952.

## Publications
János Surányi est l'auteur ou le coauteur de 3 monographies et 37 articles en mathématiques datés de 1943 à 2003, 19 articles en didactique des mathématiques, 27 articles et 8 livres sur des sujets généraux.
Le livre suivant, portant sur la théorie des nombres, est particulièrement connu :
- Paul Erdős et János Surányi (trad. Barry Guiduli), Topics in the Theory of Numbers, New York, NY, Springer Verlag, coll. « Undergraduate Texts in Mathematics », 2003, 2e éd., xviii+287 p. (ISBN 0-387-95320-5, MR 1950084)